# エッジ・オブ・ダークネス
『エッジ・オブ・ダークネス』（Edge Of Darkness,Project Shadowchaser III）は、1995年のアメリカ合衆国のSFアクションビデオ映画。1992年の『シャドーチェイサー/地獄の殺戮アンドロイド』から始まるProject Shadowchaserシリーズの第3作目である。

## ストーリー
宇宙を航行している宇宙船のシベリア号。その内部では、3人の男が1人の女性を追っていた。男の1人はその女性の夫で、仲間から彼女は本物の妻ではないと言われ銃を向けるが、夫は彼女を撃つことができず銃を下ろす。だがそのとき、どこかから放たれたレーザー光線によって女性は死亡してしまい、夫は悲しみに打ちひしがれていた。
それから25年後、コムスタット-5という通信中継ステーションでは、交代要員が2日後にくるコディーたち乗組員が自由気ままな時間を過ごしていた。しかしそんななか、ホイールズたちがコムスタット-5に急スピードで接近してくる宇宙船を発見する。それは25年前に突然行方不明になったシベリア号で、コムスタット-5側から通信しても何の応答もなかった。信号を解読したリアは、シベリア号が侵入禁止の信号を発していることを知らせるが、シベリア号は一向に止まる気配がなかった。船長のマックから命令を受けたスネークは、ロケットのエンジンを稼動させようとするが点火装置が働かない。コディーが機関室に行って調べると、動力伝達系に問題があることを突き止め応急措置を施す。そしてエンジンは無事に稼動し、間一髪でシベリア号との衝突を回避することに成功する。しかし乗組員が安堵したのも束の間、シベリア号がコースを変更し再度コムスタット-5に向ってきた。コムスタット-5は今度こそ避けられずにシベリア号と衝突して甚大な被害を負い、その際に乗組員のタニアが串刺しにされ死亡する。さらに彼女を助けようとしたダニーも、壁に空いた穴から宇宙空間に放り出されてしまう。
生き残ったコディーら乗組員は、ホイールズから衝突したことで軌道がずれ、このままだとコムスタット-5はばらばらに引き裂かれると伝えられる。それを避けるために乗組員たちは、チームを作ってシベリア号内部に侵入しエンジンを止めようと試みる。機関室にはコディー、レンコ、レノックスの3人がエンジンを止めるために、中央制御室にはマック、リア、スネーク、ディーの4人がエンジンを止めるためのコマンドを調べるために向った。制御室には凍りついた男性の遺体があり、それを見たリアは悲しみにくれる。コディーたちは制御室と通信しながら、リアが解読したコマンド通りにスイッチを切っていく。だがノイズが入って通信不可能になり、主導権を握ろうとするレンコが強引にスイッチを切ったためエンジンが爆発し、レノックスが重傷を負う。コディーは、レノックスを見捨てようとするレンコに銃を向け、治療用具をもってくるよう命令する。そのころコムスタット-5では、教授が乗組員以外の生体反応を発見するが、通信ができないため乗組員に注意することができなかった。直後、マックが何者かに襲われ死亡する。

## キャスト
※括弧内は日本語吹き替え
- コディー - サム・ボトムズ（江原正士）
- リア - ミュゼッタ・ヴァンダー（英語版）（佐々木優子）
- スネーク - クリストファー・アトキンズ（檀臣幸）
- アンドロイド - フランク・ザカリーノ
- レンコ - クリストファー・ニーム（英語版）（仲野裕）
- レノックス - リッコ・ロス（手塚秀彰）
- 教授 - オードリー・モリス（英語版）（三木敏彦）
- ディー - ロビーナ・アルストン（藤生聖子）
- ホイールズ - ビル・カーシェンバウアー（秋元羊介）
- マック - マーク・フェラン（神谷和夫）
- ダニー - アンドリュー・ラモンド（山賀教弘）

## スタッフ
- 監督：ジョン・エアーズ
- 脚本：ニック・デイヴィス
- 製作：シャリ・レイン・ボウルズ、ジョン・エアーズ、ポール・エアーズ、グレゴリー・ヴァンガー
- 製作総指揮：ダニー・ディムボート、アヴィ・ラーナー、トレヴァー・ショート
- 撮影監督：マーク・モリス（英語版）
- プロダクションデザイナー：マーク・ハリス
- 編集：アマンダ・I・カーポール
- 衣裳デザイン：フィオラ・カーシュバウム
- 音楽：スティーヴン・エドワーズ
- 吹替翻訳：久保喜昭
- 吹替演出：松川陸
- 吹替調整：土屋雅紀
- 吹替製作：プロセンスタジオ